# Chronica Prophetica
La Chronica Prophetica és un llibre encarregat per Alfons III d'Astúries el 833 que desenvolupa profecies bíbliques lligades al destí dels asturians, amb una clara funció de propaganda. La crònica es divideix en sis seccions: la primera reprèn el tema de Gog i Magog, a qui relaciona amb els musulmans. La segona explica l'origen d'aquest poble, usant llegendes populars de l'època. La tercera parla de Mahoma i els seus errors. La quarta narra la història dels sarraïns a la península Ibèrica, que es contraposa a la resistència dels gots, resumida a la cinquena part. La darrera secció lliga aquests gots als asturians, a qui dibuixa com a futurs vencedors de l'Islam.